# Beata Allen
Beata-Marie Allen, född 15 mars 1966 i Säby församling i Jönköpings län, är en centerpartistisk politiker. Hon är kommunstyrelsens ordförande i Aneby kommun i Småland sedan 2019. Beata Allen tillträdde 2011 som ledamot i kommunstyrelsen i Aneby kommun, 2015–2018 var hon ordförande för sociala utskottet i Aneby kommun.